# 22860 Francylemp
22860 Francylemp è un asteroide della fascia principale. Scoperto nel 1999, presenta un'orbita caratterizzata da un semiasse maggiore pari a 2,4019916 UA e da un'eccentricità di 0,1952925, inclinata di 0,48631° rispetto all'eclittica.